# Creekside (Kentucky)
Pour les articles homonymes, voir Creekside.
Creekside est une ville américaine située dans le comté de Jefferson, dans le Kentucky. Selon le recensement de 2020, sa population est de 305 habitants.